# David Paich

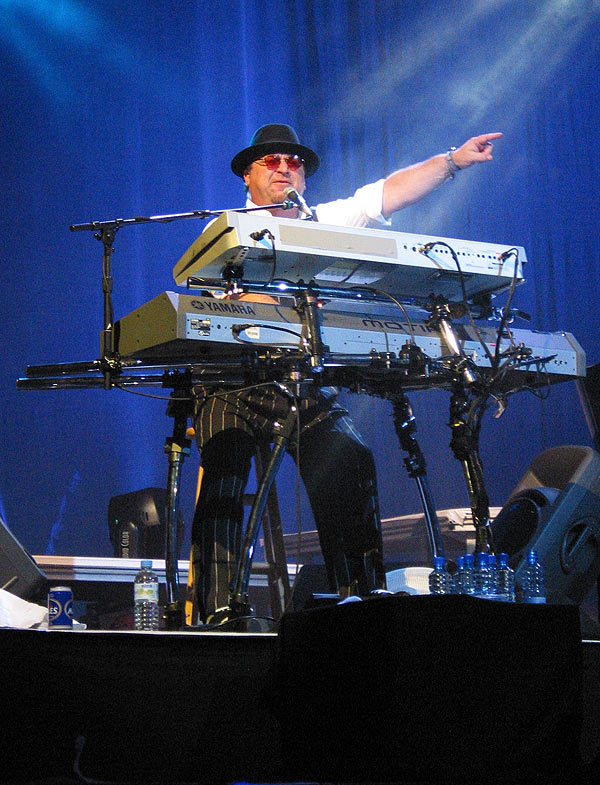
David Paich bei einem Live-Konzert

David Frank Paich (* 25. Juni 1954 in Los Angeles, Kalifornien) ist ein US-amerikanischer Keyboarder, Sänger und Songwriter. Er ist Gründungsmitglied der US-Rockband Toto.

## Leben
Aufgewachsen ist David Paich als Sohn des bekannten Komponisten und Arrangeurs Marty Paich in Los Angeles. Animiert von seinem Vater lernte er früh Klavier spielen. Während seiner Schulzeit gründete er mit Freunden, darunter die späteren Toto-Gründungsmitglieder Steve Lukather, Jeff Porcaro und Steve Porcaro, seine erste Band. Zudem arbeitete Paich als Session-Musiker in Los Angeles, wo er durch seine Zusammenarbeit mit Boz Scaggs, Don Henley, Bryan Adams, Diana Ross, Joe Cocker, Rod Stewart, Michael Jackson, David Garfield und Pink bis heute ein beliebter Gast auf vielen Alben ist.
1976 gründete er gemeinsam mit den Porcaro-Brüdern, Steve Lukather, Bobby Kimball und David Hungate die Band Toto. David Paich ist der Komponist vieler Songs von Toto, so z. B. Africa, zusammen mit Jeff Porcaro, Stranger in Town oder Rosanna, für den die Band 1982 einen Grammy Award gewann. 1984 schrieb und produzierte David Paich den Toto-Soundtrack zu der Neuauflage von David Lynchs Film Dune. In den 2000er Jahren arbeitete er auch wieder bei einigen Projekten mit. So spielte er u. a. gemeinsam mit seinen Bandkollegen Steve Lukather, Steve und Mike Porcaro, Bobby Kimball und den ehemaligen Toto-Sängern Fergie Frederiksen und Joseph Williams bei Radioactive mit, einem Hardrock-Projekt des schwedischen Gitarristen Tommy Denander. 2006 erschien ein neues Toto-Album, Falling in Between, an dem Paich wiederum maßgeblich beteiligt war.
2008 arbeitete Paich nach einer Einladung der Organisatoren zusammen mit anderen Künstlern an musikalischen Arrangements für die Olympischen Spiele in Peking.
David Paichs musikalische Ausrüstung umfasst u. a. folgende Keyboards: Yamaha KX-88, Hammond XB-2, Yamaha Motif 8, Yamaha SY-77, Korg Triton, Yamaha SY-99, Yamaha DX-7, Yamaha Motif XF, Kurzweil PC3X. Im Jahr 2018 wurde der Yamaha Motif XF durch das Nachfolgemodell Yamaha Montage ersetzt.

## Auszeichnungen (als Solokünstler)
| Jahr | Org.         | Award                    | Titel                                       |
| ---- | ------------ | ------------------------ | ------------------------------------------- |
| 1974 | Emmy Award   | Best Song or Theme       | Light the Way aus der TV-Serie „Ironside“ * |
| 1976 | Grammy Award | Best Rhythm & Blues Song | Lowdown (Interpret: Boz Scaggs) **          |

* als Songautor zusammen mit Marty Paich.
** als Songautor zusammen mit Boz Scaggs.
Hinzu kommen zahlreiche Auszeichnungen für/mit Toto.

## Diskografie (Auszug)
- 1973: Bittersweet White Light (Cher), I Can Stand A Little Rain (Joe Cocker)
- 1975: Diamonds and Rust (Joan Baez)
- 1976: Silk Degrees (Boz Scaggs)
- 1977: Baby It’s Me (Diana Ross)
- 1978: Toto (Toto), From the Inside (Alice Cooper), Double Vision (Foreigner)
- 1979: Hydra (Toto)
- 1981: Turn Back (Toto)
- 1981: The Way I Am (Billy Preston)
- 1982: Toto IV (Toto) (Album of the year, Grammy Award 1982)
- 1982: Thriller (Michael Jackson) (Album of the year, Grammy Award 1983)
- 1984: Dune – OST, Isolation (Toto), auch in Der Wüstenplanet
- 1985: Building the Perfect Beast (Don Henley)
- 1985: We Are the World (USA For Africa) (Album of the Year, Grammy-Nominierung 1985)
- 1986: Fahrenheit (Toto)
- 1986: St. Elmo’s Fire – OST (Best Original Score, Grammy-Nominierung 1986)
- 1987: Bad (Michael Jackson) (Album of the year, Grammy-Nominierung 1987)
- 1987: Hai Hai (Roger Hodgson)
- 1988: The Seventh One (Toto)
- 1989: End of the Innocence (Don Henley) (Album of the year, Grammy-Nominierung 1989)
- 1990: Past to Present (Toto)
- 1990: Back on the Block (Quincy Jones) (Album of the year, Grammy Award 1990)
- 1991: Dangerous (Michael Jackson), Vagabond Heart (Rod Stewart)
- 1992: Kingdom of Desire (Toto), Night Calls (Joe Cocker)
- 1993: Absolutely Live (Toto), So Far So Good (Bryan Adams)
- 1995: Tambu (Toto)
- 1995: HIStory – Past, Present and Future Book I (Michael Jackson) (Album of the Year, Grammy-Nominierung 1995)
- 1998: Toto XX (Toto)
- 1999: Mindfields (Toto)
- 1999: Livefields (Toto)
- 2002: Through the Looking Glass (Toto)
- 2003: Live in Amsterdam (Toto)
- 2001: Ceremony of Innocence (Radioactive)
- 2003: Yeah (Radioactive), Try This (Pink)
- 2005: Taken (Radioactive)
- 2006: Falling in Between (Toto)
- 2015: XIV (Toto)
- 2022: Forgotten Toys (David Paich)